# Darwin Deez
Darwin Deez er en Pop og Rock sanger/producer fra USA.

## Diskografi
- Darwin Deez (2010)